# Tractat de Radnot
El Tractat de Radnot fou un tractat signat durant la Segona Guerra del Nord a la vila de Radnot a Transsilvània (actualment Iernut a Romania) el 6 de desembre del 1656. El tractat dividia la Confederació de Polònia i Lituània entre les parts signatàries.
Segons el tractat::
- Carles X Gustau de Suècia rebria la Prússia Reial, Kujawy, Masòvia septentrional, Samogítia, Curlàndia i Letgàlia
- Bogusław Radziwiłł rebria el Voivodat de Nowogródek
- Frederic Guillem de Brandenburg rebria la Gran Polònia
- Bohdan Khmelnitski rebria un desè de la part sud-oriental del Regne de Polònia (territoris entre Batoh i Nóvgorod-Síverski)
- Jordi Rákóczi II rebria territoris polonesos del sud, sobretot la Petita Polònia (incloent Kraków)

Un dels principals resultats del tractat fou que Jordi II Rákóczi va envair Polònia el gener de 1657. Atès que la situació geopolítica havia canviat, el tractat mai va ser completament implementat. El tractat és vist com un precursor de les particions de Polònia del segle xviii.